# Centre européen de formation des statisticiens économistes des pays en voie de développement
Association relevant de la loi française du 1er juillet 1901 créée en 1962, le Centre européen de formation des statisticiens économistes des pays en voie de développement (CESD-Paris) avait pour objet jusqu'en 2005, la formation initiale et le perfectionnement professionnel des statisticiens et économistes des pays en développement. En septembre 2007, il change sa dénomination pour CESD statisticiens pour le développement et d'objet : promotion et soutien d’activités visant à renforcer les capacités en ressources humaines des institutions à vocation statistique, à travers la formation et le perfectionnement des professionnels de l’information statistique économique et sociale des pays en développement et plus spécialement des pays d’Afrique sub-saharienne.
Depuis juillet 2004, son président est Lamine Diop.

## Historique
Il est né en 1962 de la double volonté de l’Office Statistique des Communautés Européennes (connu aujourd’hui sous le nom d’Eurostat) et de l’Institut National de la Statistique et des Études Economiques de la France (Insee) de former des statisticiens économistes africains de haut niveau capables de mettre en place et de gérer dans leurs pays l’infrastructure statistique nécessaire au développement économique et social.
| Nom                   | Période     |
| --------------------- | ----------- |
| Alain Lery            | 2003 - 2005 |
| André Bellon          | 1995 - 2002 |
| Lamine Diop           | 1980 - 1994 |
| Yves Franchet         | 1977 - 1980 |
| Pierre Delorme        | 1976 - 1977 |
| Gérard Maarek         | 1972–1976   |
| Guy Le Hégarat        | 1962–1972   |
| Serge-Christophe Kolm | 1962        |

| Nom                   | Période     |
| --------------------- | ----------- |
| Xavier Charoy         | 1996 - 2004 |
| Jean-Pierre Behmoiras | 1989 - 1996 |
| Yves Franchet         | 1989        |
| Vittorio Paretti      | 1966 - 1989 |
| Rolf Wagenführ        | 1962 - 1966 |

| Pays            | ISE | ITS |
| --------------- | --- | --- |
| Total 1962-1994 | 410 | 221 |
| Algérie         | 18  | 1   |
| Bénin           | 24  | 11  |
| Burkina-Faso    | 13  | 4   |
| Burundi         | 2   |     |
| Cambodge        | 9   | 12  |
| Cameroun        | 65  | 56  |
| Chili           | 1   |     |
| Congo           | 8   | 3   |
| Comores         | 4   |     |
| Côte d’Ivoire   | 25  | 2   |
| Éthiopie        | 1   |     |
| France          | 3   |     |
| Gabon           | 2   | 1   |
| Guinée          | 8   | 1   |
| Haïti           | 1   |     |
| Ile Maurice     | 3   |     |
| Liban           | 8   |     |
| Madagascar      | 34  | 43  |
| Mali            | 23  | 37  |
| Maroc           | 36  | 1   |
| Mauritanie      | 8   |     |
| Mexique         | 1   |     |
| Niger           | 3   |     |
| Rwanda          | 6   | 2   |
| Sénégal         | 45  | 16  |
| Somalie         | 2   |     |
| Tchad           | 4   | 4   |
| Togo            | 12  | 19  |
| Tunisie         | 31  | 2   |
| Vietnam         | 1   |     |
| Zaïre           | 6   | 1   |